# Ясло (гмина)
Ясло (пол. Jasło) — сельская гмина (волость) в Польше, входит как административная единица в Ясленский повет, Подкарпатское воеводство. Население — 15 819 человек (на 2004 год).

## Демография
| Перепись                       | Всего   | Всего | Женщины | Женщины | Мужчины | Мужчины |
| ------------------------------ | ------- | ----- | ------- | ------- | ------- | ------- |
| Единицы                        | человек | %     | человек | %       | человек | %       |
| Население                      | 15 819  | 100   | 8140    | 51,5    | 7679    | 48,5    |
| Плотность населения (чел./км²) | 169,9   | 169,9 | 87,4    | 87,4    | 82,5    | 82,5    |

## Населённые пункты
1. Бжисце
2. Особница
3. Тшциница
4. Яренювка
5. Опаце
6. Ковалёвы
7. Гораёвице
8. Важице
9. Берувка
10. Непля
11. Хшонстувка
12. Шебне
13. Зимна-Вода
14. Волица
15. Ласки
16. Собнюв
17. Жулкув
18. Негловице

## Соседние гмины
1. Гмина Бжиска
2. Гмина Дембовец
3. Гмина Фрыштак
4. Гмина Едличе
5. Гмина Колачице
6. Гмина Липинки
7. Гмина Сколышин
8. Гмина Тарновец
9. Гмина Вояшувка